# Васкес, Брэндон
Брэ́ндон Ва́скес Толе́до (англ. Brandon Vázquez Toledo; 14 октября 1998, Чула-Виста, Калифорния, США) — американский футболист, нападающий клуба «Монтеррей» и сборной США.

## Карьера

### Клубная карьера
Васкес — воспитанник академии футбольного клуба «Тихуана». Дебютировал за «шолос» 17 августа 2016 года в матче Кубка Мексики против «Лобос БУАП».
2 декабря 2016 года Васкес подписал контракт с клубом-новичком MLS «Атланта Юнайтед». Свой дебют за «Атланту Юнайтед», 22 апреля 2017 года в матче против «Реал Солт-Лейк», отметил голом.
19 ноября 2019 года на Драфте расширения MLS Васкеса выбрал клуб «Нэшвилл», который в тот же день продал его в «Цинциннати» за $150 тыс. в целевых распределительных средствах. За «Цинциннати» он дебютировал 1 марта 2020 года в матче первого тура сезона против «Нью-Йорк Ред Буллз». 12 сентября в матче против «Нью-Йорк Сити» забил свой первый гол за «Цинциннати». 29 октября Васкес продлил контракт с «Цинциннати» на несколько лет. Был отобран в число участников Матча всех звёзд MLS 2022, в котором звёзды MLS встретились со звёздами Лиги MX. 25 августа 2022 года Васкес продлил контракт с «Цинциннати» до конца сезона 2025 с опцией на сезон 2026. По итогам сезона 2022, в котором забил 18 голов и отдал восемь голевых передач, был включён в символическую сборную MLS.
10 января 2024 года Васкес перешёл в мексиканский «Монтеррей», подписав четырёхлетний контракт. По сведениям источников, трансфер обошёлся в сумму около $7,5 млн, а также включал в себя до $1 млн в виде бонусов и комиссию в 10 % от следующей продажи игрока. За «полосатых» он дебютировал 21 января в матче против «Сантос Лагуны», выйдя на замену во втором тайме вместо Максимильяно Месы. 24 января в матче против «Керетаро» забил свой первый гол за «полосатых».

### Международная карьера
В сентябре 2014 года Васкес был вызван в тренировочный лагерь сборной Мексики до 17 лет.
В составе сборной США до 17 лет Васкес участвовал в юношеских чемпионатах КОНКАКАФ и мира 2015 года.
18 января 2023 года Васкес был вызван в ежегодный январский тренировочный лагерь сборной США, завершавшийся товарищескими матчами со сборными Сербии и Колумбии. Свой дебют за звёздно-полосатую дружину, в матче с сербами 25 января, отметил голом.
Был включён в состав сборной на Золотой кубок КОНКАКАФ 2023.

## Достижения
Командные
 «Атланта Юнайтед»
- Чемпион MLS (обладатель Кубка MLS): 2018
- Обладатель Открытого кубка США: 2019

 «Цинциннати»
- Победитель регулярного чемпионата MLS: 2023

Личные
- Член символической сборной MLS: 2022
- Участник Матча всех звёзд MLS: 2022

## Статистика

### Клубная статистика
| Выступление                   | Выступление      | Выступление      | Лига | Лига | Плей-офф | Плей-офф | Кубок | Кубок | Континент | Континент | Итого | Итого |
| Клуб                          | Лига             | Сезон            | Игры | Голы | Игры     | Голы     | Игры  | Голы  | Игры      | Голы      | Игры  | Голы  |
| ----------------------------- | ---------------- | ---------------- | ---- | ---- | -------- | -------- | ----- | ----- | --------- | --------- | ----- | ----- |
| Тихуана                       | Лига MX          | 2016/17          | —    | —    | —        | —        | 1     | 0     | —         | —         | 1     | 0     |
| Тихуана                       | Итого            | Итого            | —    | —    | —        | —        | 1     | 0     | —         | —         | 1     | 0     |
| Атланта Юнайтед               | MLS              | 2017             | 13   | 1    | 0        | 0        | 2     | 2     | —         | —         | 15    | 3     |
| Атланта Юнайтед               | MLS              | 2018             | 8    | 0    | 0        | 0        | 2     | 0     | —         | —         | 10    | 0     |
| Атланта Юнайтед               | MLS              | 2019             | 11   | 2    | 0        | 0        | 3     | 4     | 0         | 0         | 14    | 6     |
| Атланта Юнайтед               | Итого            | Итого            | 32   | 3    | 0        | 0        | 7     | 6     | 0         | 0         | 39    | 9     |
| Атланта Юнайтед 2 (фарм-клуб) | USLC             | 2018             | 6    | 2    | —        | —        | —     | —     | —         | —         | 6     | 2     |
| Атланта Юнайтед 2 (фарм-клуб) | USLC             | 2019             | 6    | 3    | —        | —        | —     | —     | —         | —         | 6     | 3     |
| Атланта Юнайтед 2 (фарм-клуб) | Итого            | Итого            | 12   | 5    | —        | —        | —     | —     | —         | —         | 12    | 5     |
| Цинциннати                    | MLS              | 2020             | 19   | 2    | —        | —        | —     | —     | —         | —         | 19    | 2     |
| Цинциннати                    | MLS              | 2021             | 31   | 4    | —        | —        | —     | —     | —         | —         | 31    | 4     |
| Цинциннати                    | MLS              | 2022             | 33   | 18   | 2        | 1        | 1     | 0     | 1         | 1         | 37    | 20    |
| Цинциннати                    | MLS              | 2023             | 29   | 8    | 4        | 1        | 4     | 3     | 3         | 5         | 40    | 17    |
| Цинциннати                    | Итого            | Итого            | 112  | 32   | 6        | 2        | 5     | 3     | 4         | 6         | 127   | 43    |
| Монтеррей                     | Лига MX          | 2023/24          | 8    | 5    | —        | —        | —     | —     | 3         | 2         | 11    | 7     |
| Монтеррей                     | Итого            | Итого            | 8    | 5    | —        | —        | —     | —     | 3         | 2         | 11    | 7     |
| Всего за карьеру              | Всего за карьеру | Всего за карьеру | 164  | 45   | 6        | 2        | 13    | 9     | 7         | 8         | 190   | 64    |

Источники: Transfermarkt, Soccerway, Footballdatabase.eu.

### Международная статистика
| Команда | Год   | Игры | Голы |
| ------- | ----- | ---- | ---- |
| США     |       |      |      |
| 2023    | 8     | 4    |      |
| Всего   | Всего | 8    | 4    |

Голы за сборную
| №  | Дата           | Место                                   | Соперник          | Голы | Результат      | Турнир                      |
| -- | -------------- | --------------------------------------- | ----------------- | ---- | -------------- | --------------------------- |
| 1. | 25 января 2023 | «Бимо Стэдиум», Лос-Анджелес, США       | Сербия            | 1:0  | 1:2            | Товарищеский матч           |
| 2. | 24 июня 2023   | «Солджер Филд», Чикаго, США             | Ямайка            | 1:1  | 1:1            | Золотой кубок КОНКАКАФ 2023 |
| 3. | 2 июля 2023    | «Банк оф Америка Стэдиум», Шарлотт, США | Тринидад и Тобаго | 6:0  | 6:0            | Золотой кубок КОНКАКАФ 2023 |
| 4. | 9 июля 2023    | «Ти-кью-эл Стэдиум», Цинциннати, США    | Канада            | 1:0  | 1:1 (3:2) (п.) | Золотой кубок КОНКАКАФ 2023 |

Источник: National Football Teams.